# Maureen O'Hara
Maureen O'Hara, de fapt Maureen FitzSimons n. 17 august 1920, Ranelagh⁠(d), Regatul Unit al Marii Britanii și Irlandei – d. 24 octombrie 2015, Boise, Idaho, SUA a fost o actriță de film și cântăreață irlandeză-americană. A devenit celebră pentru colaborarea pe termen lung cu regizorul John Ford și cu actorul John Wayne. Deoarece a fost distribuită în mod frecvent în filmele Technicolor, pe atunci rare, a fost poreclită „Regina tehnicolorului” („Queen of Technicolor”) . În 2014 a primit Premiul Onorific Oscar pentru munca sa de o viață.

## Biografie
Maureen O'Hara s-a născut în 1920 în Ranelagh, o suburbie a capitalei irlandeze Dublin, ca Maureen FitzSimons într-o familie catolică. Tatăl ei, Charles Stewart Parnell FitzSimons a condus un magazin de îmbrăcăminte în care lucra mama lui O'Hara Marguerita Lilburn FitzSimons (fostă cântăreață contralto). A fost al doilea din cei șase copii. A participat la fel ca majoritatea fraților săi la cursurile de actorie ale Teatrului Abbey și la Școala de Dramă și Elocuție Ena Mary Burke din Dublin.  Mulți dintre frații ei au făcut ulterior o carieră în industria cinematografică, dar de departe nu au avut succes la fel ca O'Hara.  După ce a jucat în grupuri de amatori, și-a făcut debutul profesional ca actriță la vârsta de 14 ani la Teatrul Abbey.  Deoarece tatăl ei considera că activitatea actoricească este prea nesigură, O'Hara a trebuit să termine ucenicia de contabilă și dactilografă, pe lângă cariera de actorie.
După primele succese ale lui O'Hara la Teatrul Abbey, la vârsta de 17 ani a fost invitată la repetiții la Londra. Castingul nu a mers foarte bine, O'Hara ajungând aproape să renunțe la cinematografie. Când celebrul actor Charles Laughton a văzut probele filmărilor, i-a plăcut O’Hara, în special expresivitatea ochilor ei verzi. În timp ce O'Hara se întorcea în Irlanda, Laughton l-a convins pe partenerul său de afaceri, Erich Pommer, să îi ofere un contract de film pentru șapte ani. În 1938, O'Hara a jucat primele două roluri relativ mici, în filmele acum aproape uitate Kicking The Moon Around și My Irish Molly. Primul ei film important a fost Hanul Jamaica (ecranizare după Daphne du Maurier, 1939), în care sub regia lui Alfred Hitchcock, și „gașca de tâlhari de plajă” condusă de piratul interpretat de Laughton, a reușit să descopere tertipurile din acest domeniu.
Laughton a fost extrem de mulțumit de performanța lui O'Hara și a dus-o la Hollywood. El a plasat-o în filmul clasic din 1939 Cocoșatul de la Notre Dame, în rolul principal feminin al Esmeraldei, el însuși jucând rolul clopotarului.  Acest film a lansat-o. Când a început al doilea război mondial, Charles Laughton și-a dat seama că nu poate continua filmările în Anglia, a vândut contractul de șapte ani a lui O'Hara lui RKO Pictures. Inițial, ea a jucat doar în filme de mâna a doua, până când regizorul John Ford a angajat-o pentru drama sa din filmul Ce verde era valea mea (1941). O'Hara a jucat în rolul principal feminin Angharad, fiica unui miner galez care trebuie să se căsătorească cu proprietarul  bogat al minelor, dar arogant și plictisitor. Când a fugit de la el, este respinsă de comunitatea satului. Filmul a primit cinci Oscaruri și a fost începutul unei colaborări lungi, de cinci filme, între O'Hara și Ford, relația dintre cei doi a fost agitată și eșalonată între iubire și ură.
Maureen O'Hara s-a căsătorit în 1939 cu producătorul britanic de film George H. Brown (1913-2001), care a produs două dintre filmele Miss Marple cu Margaret Rutherford printre altele. În 1941, căsătoria a fost anulată, iar în același an s-a căsătorit cu regizorul Will Price (1913-1962). În 1944, s-a născut fiica comună Bronwyn FitzSimons, care a lucrat scurt timp și ca actriță la începutul anilor ’60. În 1946, O'Hara a devenit cetățean american. După divorțul de Price în 1948, O'Hara s-a căsătorit în 1968 cu scriitorul, fostul brigadier general și pilot Charles F. Blair (1909-1978), pe care ea l-a cunoscut pentru prima dată în 1947, într-un zbor spre Irlanda. În 1978, Blair a zburat un Grumman G-21 în Marea Caraibelor când motoarele s-au defectat și avionul s-a prăbușit. Blair și trei dintre pasagerii săi au murit, alți șapte au fost grav răniți. După moartea soțului ei, a devenit președinte al companiei sale aeriene Antilles Airboats, ceea ce a făcut-o primul președinte femeie al unei companii aeriene din Statele Unite. Mai târziu a vândut compania. 
La data de 8 noiembrie 2014, actrița a acceptat Premiul Onorific Oscar pentru opera sa de o viață. Anul următor a murit pe 24 octombrie, la vârsta de 95 de ani, în casa ei Boise, Idaho.

## Filmografie selectivă

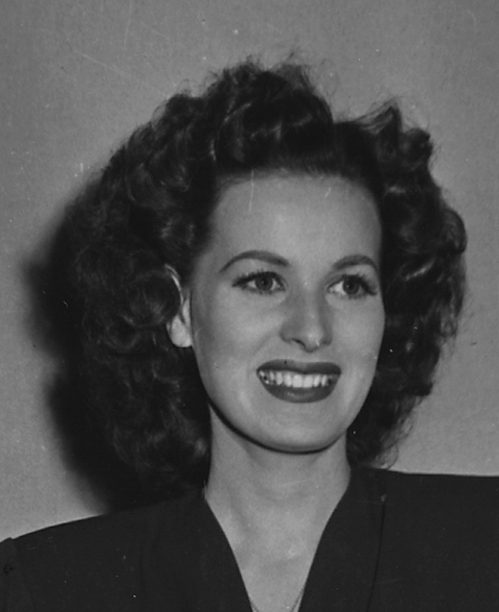
O'Hara la RKO Studios în Hollywood (1942)

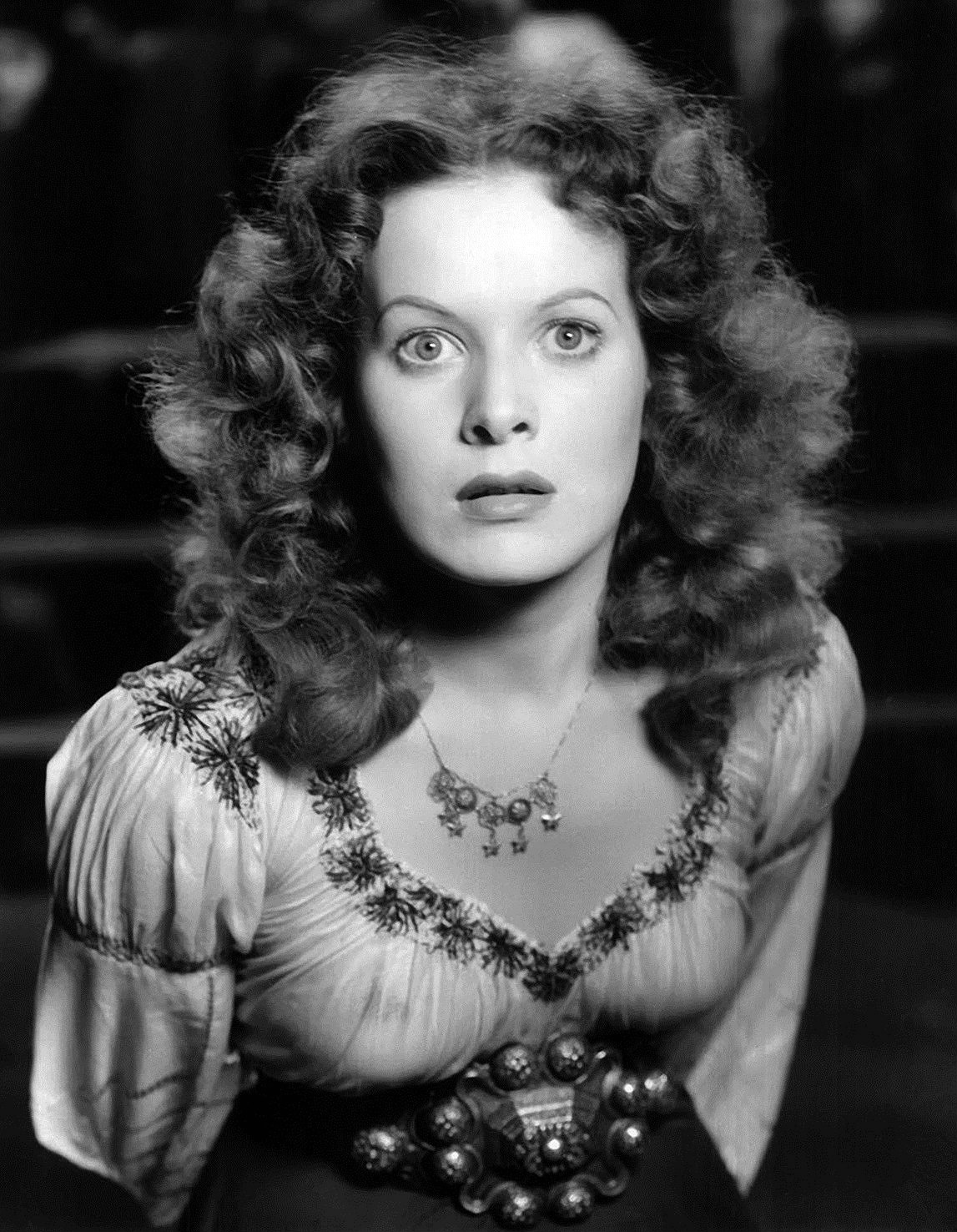
Scenă din filmul Cocoșatul de la Notre Dame (1939)

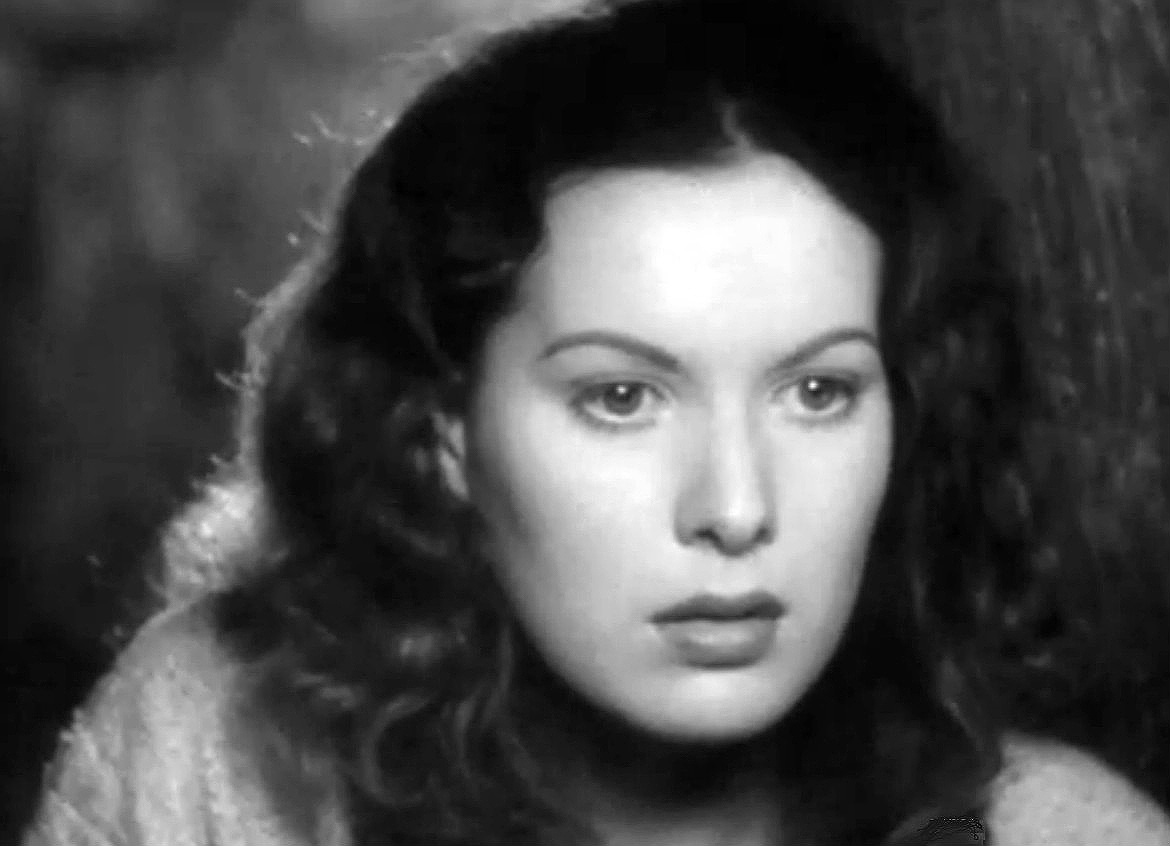
Scenă din filmul Cocoșatul de la Notre Dame

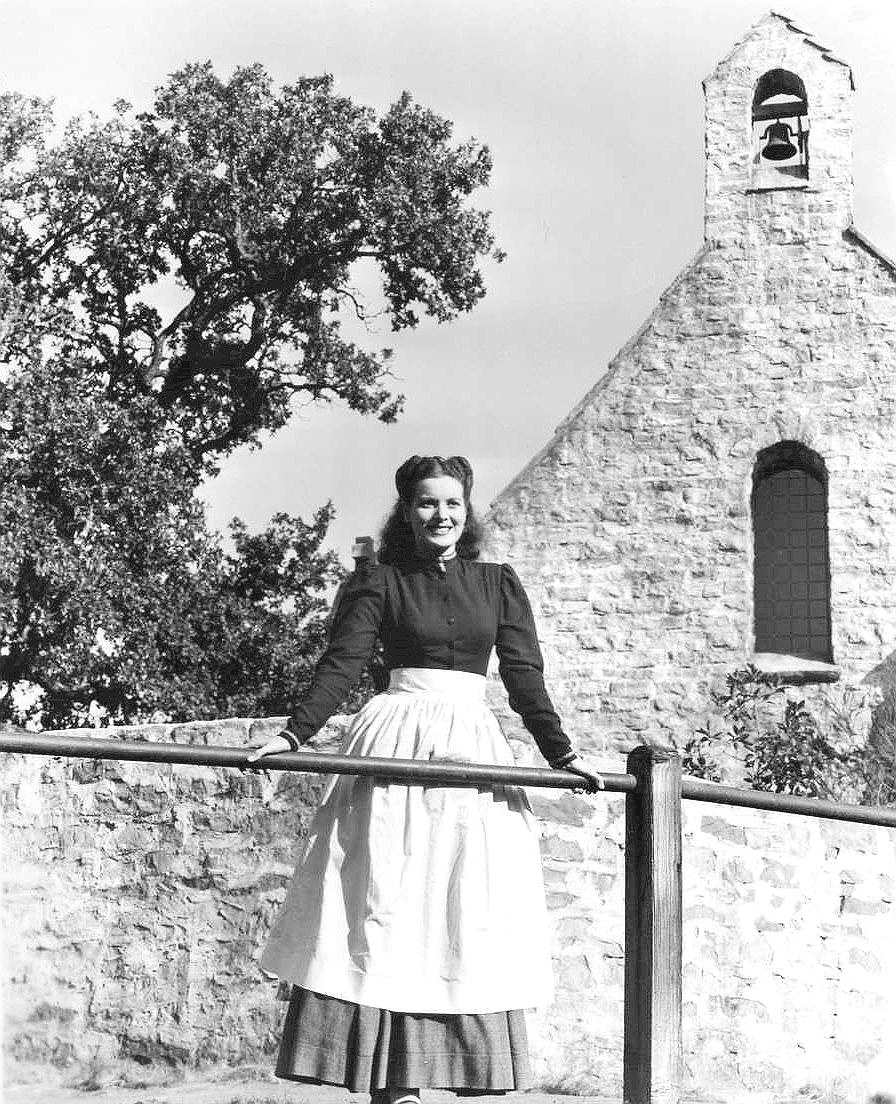
Scenă din filmul Ce verde era valea mea (1941)

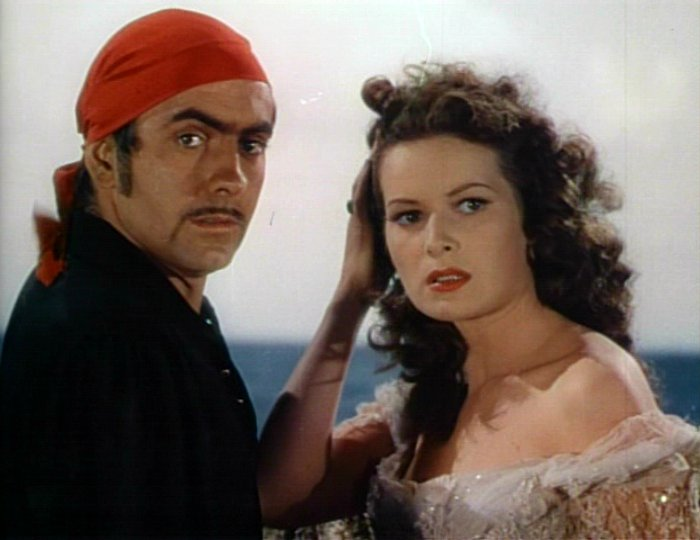
Scenă cu Tyrone Power din filmul Lebăda neagră (1942)

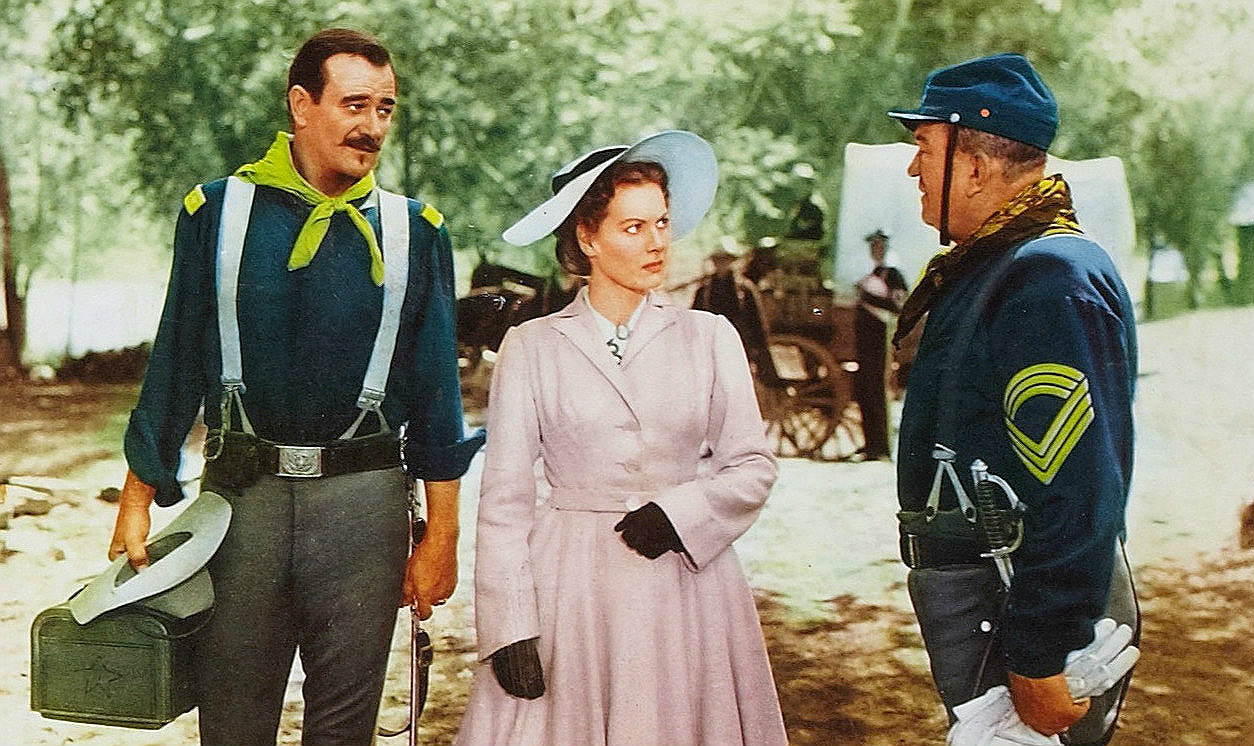
John Wayne, Maureen O'Hara și Victor McLaglen în Rio Grande de John Ford (1950)

- 1938 Kicking the Moon Around, regia Walter Forde
- 1938 My Irish Molly, regia  Alex Bryce
- 1939 Hanul Jamaica (Jamaica Inn), regia Alfred Hitchcock
- 1939 Cocoșatul de la Notre Dame (The Hunchback of Notre Dame), regia William Dieterle
- 1940 Rătăcire (A Bill of Divorcement), regia  John Farrow
- 1940 Dance, Girl, Dance, regia  Dorothy Arzner
- 1941 They Met in Argentina, regia Leslie Goodwins și Jack Hively
- 1941 Ce verde era valea mea sau Casa din vale [8][9] (How Green Was My Valley), regia John Ford
- 1942 To the Shores of Tripoli, regia H. Bruce Humberstone
- 1942 Ten Gentlemen from West Point, regia Henry Hathaway
- 1942 Lebăda neagră (The Black Swan), regia Henry King
- 1943 The Immortal Sergeant, regia John M. Stahl
- 1943 Aceasta este țara mea (This Land Is Mine), regia Jean Renoir
- 1943 Vrabia căzută (The Fallen Sparrow), regia Richard Wallace
- 1944 Buffalo Bill, regia William A. Wellman
- 1945 The Spanish Main, regia Frank Borzage
- 1946 Sentimental Journey, regia Walter Lang
- 1946 Mă iubești? (Do You Love Me), regia Gregory Ratoff
- 1947 Sfârșitul final (The Homestretch), regia H. Bruce Humberstone
- 1947 Miracolul din Strada 34 (Miracle on 34th Street), regia George Seaton
- 1947 The Foxes of Harrow, regia John M. Stahl
- 1947 Sinbad marinarul (Sinbad the Sailor), regia Richard Wallace
- 1948 Sitting Pretty, regia Walter Lang
- 1949 Secretul unei femei (A Woman's Secret), regia Nicholas Ray
- 1949 Britannia Mews, regia Jean Negulesco
- 1949 Father Was a Fullback, regia John M. Stahl
- 1949 Diavolii negri din Bagdad (Bagdad), regia Charles Lamont
- 1950 Comanche Territory de George Sherman
- 1950 Rio Grande, regia John Ford
- 1950 Tripoli de Will Price
- 1951 Flacăra Arabiei (Flame of Araby), regia Charles Lamont
- 1952 Fiii celor trei mușchetari (At Sword's Point), regia Lewis Allen
- 1952 Kangaroo, regia Lewis Milestone
- 1952 Omul liniștit (The Quiet Man), regia John Ford
- 1952 împotriva tuturor steagurilor (Against All Flags), regia George Sherman
- 1953 Roșcata din Wyoming (The Redhead from Wyoming), regia Lee Sholem
- 1953 Arrow War, regia George Sherman
- 1954 Malaga / Fire Over Africa regia Richard Sale
- 1955 The Long Gray Line, regia John Ford
- 1955 Matadorul (The Magnificent matador), regia Budd Boetticher
- 1955 Lady Godiva of Coventry, regia Arthur Lubin
- 1956 Centrul Secret Lisabona (Lisbon), regia Ray Milland
- 1956 Everything But the Truth, regia Jerry Hopper
- 1957 The Wings of Eagles, regia John Ford
- 1959 Omul nostru din Havana (Our Man in Havana), regia Carol Reed)
- 1960 Mrs. Miniver (film TV)
- 1960 Show-ul DuPont al lunii (serial de televiziune, o continuare)
- 1961 Logodnica tatălui (The Parent Trap), regia David Swift
- 1961 The Deadly Companions, regia Sam Peckinpah
- 1962 Teatru '62 (serial TV, un episod)
- 1962 Domnul Hobbs își ia vacanță (Mr. Hobbs Takes a Vaction)
- 1963 Muntele lui Spencer (Spencer's Mountain), regia Delmer Daves
- 1963 McLintock, regia Andrew V. McLaglen
- 1963 Un strigăt de înger (film TV)
- 1965 The Battle of the Villa Fiorita, regia Delmer Daves
- 1966 The Rare Breed regia Andrew V. McLaglen
- 1966 The Garry Moore Show (serial TV, o continuare)
- 1967 Off to See the Wizard (serial TV, un episod)
- 1970 How Do I Love Thee?, regia Michael Gordon
- 1971 Big Jake, regia George Sherman și John Wayne
- 1973 Ultimul cuvânt Tilby (The Red Pony , film TV)
- 1979 Vestul sălbatic (The Wild West), regia Laurence Joachim
- 1991 Only the Lonely, regia Chris Columbus
- 1995 Chemarea îngerului ( Cutia de Crăciun , film TV)
- 1998 Cap la Canada (film TV)
- 2000 The Last Dance (film TV)

## Discografie (selecție)
- 1960: Christine (musical), album original de Broadway Cast

## Premii
- 1949: Premiul Bambi - Cea mai bună actriță (internațional), locul 3 pentru filmul Bagdad
- 1960: Stea pe Walk of Fame din Hollywood
- 1963, 1964: Premiul Laurel - nominalizare
- 1991: Golden Boot Awards pentru opera de o viață
- 1993: Premiul British Film Institute
- 2004: Premiul pentru film și televiziune irlandez pentru opera sa de o viață
- 2014: Premiul Onorific Oscar pentru munca sa de o viață